# Correll Nunatak
Correll Nunatak är en nunatak i Antarktis. Den ligger i Östantarktis. Australien gör anspråk på området. Toppen på Correll Nunatak är 80 meter över havet.
Terrängen runt Correll Nunatak är platt åt nordost, men åt sydväst är den kuperad. Terrängen runt Correll Nunatak sluttar österut. Trakten är obefolkad. Det finns inga samhällen i närheten.